# Kurt Hinzmann
Kurt Richard Wilhelm Hinzmann (* 8. April 1906 in Berlin; † 1. September 2003 in Lindau im Bodensee) war ein deutscher Fernsehpionier.

## Leben
Hinzmann war ein Sohn des Modelltischlers Richard Hinzmann und seiner Frau Johanna, geb. Heil. Nach dem Abitur studierte er Nationalökonomie.
Hinzmann leitete die Sendung Echo des Tages des Reichssenders Berlin und war als Hauptsachbearbeiter beim Kurzwellensender tätig. Er war zudem mehrere Jahre Sendeleiter des Fernsehsenders „Paul Nipkow“ in Berlin-Witzleben. Nach der Besetzung Frankreichs war Hinzmann seit dem 22. Juli 1941 Alfred Bofingers „Gruppe Rundfunk“ (→ Großdeutscher Rundfunk) zugewiesen. Er wurde Intendant des bis 1944 existierenden Fernsehsenders Paris.
Von 1954 bis 1956 hatte er die Leitung der neu gegründeten Fernsehabteilung des SWF inne.
Hinzmann war ab 1929 mit Ilse, geb. Huth, verheiratet. Seit 2001 verwitwet, starb er 2003 in Lindau im Bodensee.

## Veröffentlichungen (Auswahl)
- „Das Programm war ich“ – Kurt Hinzmann und das Fernsehen im Dritten Reich.